# Thám tử lừng danh Conan
Thám tử lừng danh Conan (名探偵コナン (Danh thám trinh Conan) Meitantei Konan) là một series manga trinh thám được sáng tác bởi Aoyama Gōshō. Tác phẩm được đăng tải trên tạp chí Weekly Shōnen Sunday của nhà xuất bản Shogakukan vào năm 1994 và được đóng gói thành 107 tập tankōbon tính đến tháng 4 năm 2025. Truyện xoay quanh một cậu thám tử trung học có tên là Kudo Shinichi trong lúc đang điều tra một Tổ chức Áo đen bí ẩn đã bị ép phải uống một loại thuốc độc có thể gây chết người. May mắn là đã sống sót nhưng cơ thể thì lại bị teo nhỏ như một đứa bé 6-7 tuổi. Kể từ đó để tránh bị lộ thân phận thực sự của mình, Shinichi đã lấy tên là Edogawa Conan và chuyển đến sống ở nhà của cô bạn thời thơ ấu Mori Ran cùng với cha của cô ấy là một thám tử tư tên Mori Kogoro với hy vọng một ngày nào đó cậu có thể hạ gục Tổ chức Áo Đen và lấy lại hình dáng ban đầu.
Manga được chuyển thể thành một series anime truyền hình bởi Yomiuri Telecasting Corporation và TMS Entertainment, ra mắt vào tháng 1 năm 1996. Theo sau đó là phim anime chủ đề, OVA, trò chơi video, đĩa nhạc và phim live action. Funimation cấp phép phát sóng series anime tại Bắc Mỹ vào năm 2003 dưới nhan đề Case Closed với tên các nhân vật được Mỹ hóa. Anime ra mắt trên Adult Swim nhưng sớm kết thúc do tỉ suất người xem thấp. Tháng 3 năm 2013, Funimation bắt đầu stream các tập đã cấp phép của họ; Crunchyroll đồng truyền phát vào năm 2014. Funimation cũng bản địa hóa sáu phim đầu tiên, trong khi Discotek Media bản địa hóa crossover đặc biệt với Lupin III, phim tiếp nối, và chọn các phim gần đây, bắt đầu từ Meitantei Conan Episode One. Trong khi đó, manga được bản địa hóa bởi Viz Media, sử dụng các tên nhân vật và tựa đề đã thay đổi của Funimation. Shogakukan Asia đã thực hiện bản địa hóa bản tiếng Anh của manga bằng cách dùng tên Nhật và tựa đề gốc tiếng Nhật. Tại Việt Nam, series anime được trình chiếu trên kênh hình HTV3 từ tháng 12 năm 2009 với phiên bản lồng tiếng Việt. Hiện tại các tập mới của bộ phim này có thể được xem trên kênh Youtube, trên website và trên ứng dụng của Pops Anime.
Các tập tankōbon của manga bán được 230 triệu bản trên toàn thế giới tính đến năm 2018, đứng vị trí thứ năm trong Danh sách manga bán chạy nhất. Năm 2001, manga đoạt giải Giải Manga Shogakukan lần thứ 46 cho hạng mục shōnen. Chuyển thể anime được đón nhận nồng nhiệt và đứng ở top 20 trong các cuộc thăm dò của Animage từ năm 1996 đến 2001. Trong xếp hạng anime truyền hình Nhật Bản, các tập Meitantei Conan đứng trong top 6 hàng tuần. Cả manga và anime đều nhận được các phản hồi tích cực từ giới phê bình về nội dung và các vụ án. Manga được xuất khẩu sang 25 quốc gia, trong khi anime được phát sóng ở 40 quốc gia.

## Cốt truyện
Kudo Shinichi, 17 tuổi, là một thám tử học sinh trung học phổ thông rất nổi tiếng, thường xuyên giúp cảnh sát phá các vụ án khó khăn. Trong một lần khi đang theo dõi một vụ tống tiền, đã bị thành viên của Tổ chức Áo đen bí ẩn phát hiện. Chúng đánh gục Kudo Shinichi, làm cậu bất tỉnh và ép cậu uống loại thuốc APTX - 4869 mà Tổ chức vừa điều chế nhằm bịt đầu mối "thân phận". Tuy vậy, thứ thuốc đó không giết chết mà lại gây ra tác dụng phụ khiến Shinichi bị teo nhỏ thành một đứa trẻ khoảng 6-7 tuổi Sau đó, Shinichi tự xưng là Edogawa Conan và được Mori Ran - cô bạn thân thời thơ ấu thanh mai trúc mã khi còn là Kudo Shinichi - nhận nuôi và mang về văn phòng thám tử của cha cô là Mori Kogoro. Xuyên suốt series, Conan đã âm thầm hỗ trợ Mori Kogoro phá các vụ án. Đồng thời Conan cũng phải nhập học lớp 1 Tiểu học, nhờ đó mà kết thân với nhiều người và lập ra Đội thám tử nhí.
Về sau một học sinh tiểu học bất đắc dĩ khác tên là Haibara Ai đã vào học lớp của Conan và tiết lộ rằng cô chính là thành viên của Tổ chức với bí danh là Sherry, tên thật là Shiho Miyano và cô chính là người đã tạo ra loại thuốc APTX - 4869 mà Shinichi (Conan) đã bị ép uống, vì muốn thoát khỏi Tổ chức Áo đen nên đã uống viên thuốc đó để tự sát. Kết quả là, thay vì chết thì cơ thể Haibara cũng bị teo nhỏ như Conan nhờ tác dụng phụ của thuốc. Trong vài vụ án liên quan đến Tổ chức Áo đen, Conan đã hỗ trợ các điệp viên của FBI và CIA.
Năm 2007, Aoyama đã lên kế hoạch cho kết truyện của series nhưng đến hiện tại vẫn chưa ra mắt.

## Truyền thông

### Manga
Thám tử lừng danh Conan được ra đời vào năm 1994, trong thời kỳ lên ngôi của thể loại manga kỳ bí được xuất bản. Trước đó ít lâu, Thám tử Kindaichi; chương đầu tiên xuất hiện trên tạp chí Weekly Shōnen Sunday của nhà xuất bản Shogakukan vào ngày 19 tháng 1. Aoyama lấy cảm hứng tác phẩm từ Arsène Lupin, Sherlock Holmes và các phim samurai của Kurosawa Akira. Khi viết kịch bản mỗi chương, ông phải đảm bảo cuộc đối thoại đơn giản và dành trung bình bốn tiếng cho mỗi vụ án mới và mười hai tiếng cho một vụ án phức tạp hơn. Anh trai của Aoyama là một nhà khoa học giúp giải quyết "mẹo quảng cáo" trong series. Mỗi vụ án thường kéo dài vài chương (ngoại trừ một vụ ngắn chỉ kéo dài đúng một chương), và được phá giải ở phần kết khi các nhân vật giải thích chi tiết thủ pháp gây án; một cơ sở dữ liệu trực tuyến bao gồm tất cả các vụ án từ manga được thành lập vào năm 2007. Năm 2007, Aoyama tiết lộ đã lên kế hoạch về cái kết của truyện nhưng chưa có ý định kết thúc ngay.
Tính tới năm 2025, Meitantei Konan đứng vị trí thứ 24 trong series manga dài tập nhất, với hơn 1100 chương được phát hành tại Nhật Bản được đăng trên Weekly Shōnen Sunday. Tính đến tháng 1 năm 2025, truyện đã được phát hành đến Vol.105 tại Việt Nam. Các chương truyện sau đó được đóng gói thành tankōbon bởi Shogakukan; tập đầu tiên được phát hành vào ngày 18 tháng 6, 1994. Các trợ lý của Aoyama Gosho cũng viết một tuyển tập series Meitantei Konan thỉnh thoảng được phát hành.

### Anime
1. Danh sách tập phim Thám tử lừng danh Conan (1996 – 2005)
2. Danh sách tập phim Thám tử lừng danh Conan (2006 – 2015)
3. Danh sách tập phim Thám tử lừng danh Conan (2016 – nay)

Truyện được chuyển thể thành Anime dài tập bởi TMS Entertainment và Yomiuri Telecasting Corporation, do Kodama Kenji và Yamamoto Yasuichiro đạo diễn . Mỗi tập thường kéo dài khoảng 25 phút, tuy nhiên cũng có những tập đặc biệt kéo dài 1 giờ, 2 giờ, hoặc 2,5 giờ. Tập đầu tiên được phát sóng trên Nippon Television Network System (NTV) (Nhật Bản) vào ngày 9 tháng 1 năm 1996 . Cho đến nay, hơn 1000 tập đã được phát sóng, đưa bộ phim này lên vị trí thứ 6 trong số những phim hoạt hình nhiều tập nhất tại Nhật Bản . Ban đầu, khoảng từ tháng 6 năm 1996 đến tháng 10 năm 2006, sau khi phim được chiếu trên truyền hình, Shogakukan sẽ tập hợp chúng lại và phát hành dưới dạng các băng cát sét VHS. 426 tập phim đã được phát hành theo dạng này cho đến khi Shogakukan quyết định ngừng lại để chuyển sang phát hành ở dạng đĩa DVD, bắt đầu từ tập đầu tiên . Để kỉ niệm 15 năm ra mắt, series cũng được cung cấp trên video on demand 
Tháng 7 năm 2003, nhà xuất bản FUNimation tuyên bố họ sẽ cấp bản quyền phát hành Thám tử lừng danh Conan tại Mỹ, dưới tên gọi "Case Closed", do tên gọi Conan trùng với tên nhân vật của một bộ truyện khác mang tên "Conan the Barbarian" (Conan, Kẻ thô lỗ), mặc dù Conan ở đây chỉ là tên gọi thường như trong trường hợp Conan O'Brien. Phim cũng được ra mắt trong nhiều ngôn ngữ khác như tiếng Pháp, Đức và Ý . Trên kênh Cartoon Network trong chương trình Adult Swim 50 tập được Funimation phát sóng vào 24 tháng 5,
2004 do tỉ lệ người xem thấp . Kênh truyền hình YTV của Canada đã lên sóng 22 tập phim từ 7 tháng 4 năm 2006 đến 2 tháng 9 năm 2006 . Funimation đã chiếu series trên kênh Funimation Channel ngay sau khi kênh này thành lập vào tháng 11 năm 2005 và tạm thời được Funimation Channel cung cấp trên Colours TV . Một phiên bản tiếng Anh riêng lẻ của Animax Asia ra mắt tại Philippines vào ngày 18 tháng 1 năm 2006, dưới tên Detective Conan . Vì Animax không mua thêm bản quyền phát sóng nên phiên bản này chỉ gồm 52 tập , sau đó được chiếu đi chiếu lại cho đến ngày 7 tháng 8 năm 2006 thì tạm ngưng phát sóng . Funimation cũng đã phát hành DVD phiên bản gốc từ 24 tháng 8 năm 2004 . Ban đầu, các DVD được phát hành dưới dạng đĩa đơn nhưng sau được phát hành trong hộp chia theo mùa; có tổng cộng 130 tập đã được phát hành.
Tại Việt Nam, anime được Công ty Cổ phần Truyền thông Trí Việt (sau này là TTN Media và nay là Purpose Media) mua bản quyền và phát sóng tại Việt Nam trên kênh HTV3.

### Phim điện ảnh
Tính đến năm 2025, đã có 28 movie chủ đề dưạ trên Thám tử lừng danh Conan được công chiếu. Các phim do TMS Entertainment tạo hình và được sản xuất bởi Yomiuri Telecasting Corporation, Nippon Television, ShoPro và Toho. Bảy tập phim đầu tiên được đạo diễn bởi Kodama Kenji, từ tập 8 đến 18 được đạo diễn bởi Yamamoto Yasuichiro, và từ tập 16 trở đi được đạo diễn bởi Shizuno Kobun. Phim được công chiếu định kì vào tháng 4 hàng năm với movie đầu tiên là Thám tử lừng danh Conan: Quả bom chọc trời 1997 và movie thứ 27 Thám tử lừng danh Conan: Ngôi sao 5 cánh 1 triệu đô được công chiếu tại Nhât Bản vào ngày 12-4-2024 là phim với doanh thu cao nhất trong tất cả các movie Thám Tử lừng danh Conan tính tới thời điểm hiện tại. Phim do Yuzuru Tachikawa làm đạo diễn, dựa trên phần kịch bản do Takeharu Sakurai. Tác phẩm do TMS Entertainment chịu trách nhiệm sản xuất và Toho Company, Ltd. đảm nhiệm vai trò phân phối. Lợi nhuận từ doanh thu của phim được Toho tài trợ cho các dự án điện ảnh khác. Mỗi phim được chuyển thể thành truyện tranh phát hành vào quý tư cùng năm. Funimation đã phát hành sáu phim đầu tiên phiên bản lồng tiếng Anh DVD ở Khu vực 1 từ 3 tháng 10 năm 2006 đến 16 tháng 2 năm 2010.
Thám tử lừng danh Conan: Cơn ác mộng đen tối là movie đầu tiên được công chiếu tại rạp ở Việt Nam vào ngày 5 tháng 8 năm 2016.

### Ngoại truyện (OVA)
Hai tập OVA được TMS Entertainment, Nippon Television và Yomiuri Telecasting Corporation sản xuất. Mỗi năm series OVA Shōnen Sunday Original Animation được Weekly Shōnen Sunday đặt hàng. Ban đầu Shōnen Sunday Original Animation nằm trong số phát hành thứ 26 năm 2000 của Weekly Shōnen Sundayvới 11 tập OVA được phát hành vào năm 2011. Chín tập OVA đầu tiên sau này được tập hợp thành bốn DVD mang tựa Secret Files được phát hành từ tháng 3 năm 2006 đến 9 tháng 4 năm 2010. OVA thứ hai Magic File được phát hành dưới dạng direct-to-DVD. Magic File đầu tiên được phát hành vào ngày 11 tháng 4 năm 2007, gồm 4 tập. Từ Magic File tiếp theo bao nội dung có liên quan đến cốt truyện gốc.

### Đặc biệt
Tập đặc biệt phát sóng trên truyền hình hai tiếng với tên Lupin III đối đầu Thám tử Conan (ルパン三世VS名探偵コナン Rupan Sansei Vāsasu Meitantei Konan) sản xuất bởi TMS Entertainment, Nippon Television và Yomiuri Telecasting Corporation vào ngày 27 tháng 3 năm 2009. Bộ phim được thông báo lần đầu trong số phát hành thứ 9 của Weekly Shōnen Sunday năm 2009. Nội dung kể về Kudo khi còn là thám tử trung học điều tra về cái chết của Nữ hoàng Vespania trong lúc Arsène Lupin III từ series Lupin III đang cố gắng đánh cắp vương miện nữ hoàng. Tập đặc biệt này thu hút đến 19.5% tỉ lệ hộ gia đình xem tại Nhật Bản. VAP đã phát hành trong tập đặc biệt này trong định dạng DVD và đĩa Blu-ray vào ngày 24 tháng 7 năm 2009.

### Trò chơi điện tử
Một trong những đột phá của Thám tử lừng danh Conan là tham gia vào ngành công nghiệp trò chơi điện tử. Vào ngày 27 tháng 12 năm 1996, Detective Conan: Chika Yuuenchi Satsujin Jiken được Game Boy phát hành. Sau đó, 20 trò chơi cùng với Detective Conan: Kako Kara no Zensōkyoku Prelude được Nintendo DS và PlayStation Portable đặt hàng vào mùa xuân 2012. Hiện tại,các trò chơi chính chỉ phát hành tại Nhật Bản mặc dù Nobilis đã bản địa hóa Thám tử Conan: Tsuioku no Gensou cho khu vực PAL. Hầu hết các trò chơi Detective Conan được phát hành trên Game Boy, Sony, WonderSwan và Nintendo DS được Bandai phát triển. Banpresto phát triển thương hiệu Thám tử lừng danh trên Game Boy Color và Game Boy Advance còn Marvelous Entertainment phát triển Thám tử Conan: Tsuioku no Gensou.

### CD nhạc
Ono Katsuo đã phổ nhạc và phối khí các bài hát trong hoạt hình Thám tử lừng danh Conan;sau đó phát hành thành nhiều đĩa CD. Hai album có hình gồm các bài hát do diễn viên lồng tiếng nhân vật trong phim thể hiện cũng đã được phát hành. Nhiều ca khúc chủ đề được thể hiện bởi các ca sĩ hoặc nhóm dòng nhạc pop như B'z, Zard và Garnet Crow. Bốn bài hát đầu được Universal Music Group phát hành và tất cả những ca khúc về sau do Being Inc. phát hành

### Live Action
Bốn phim live action đặc biệt và một phim truyền hình không dựa trên series này được Yomiuri Telecasting Corporation và TMS Entertainment tạo ra. Hai tập đặc biệt đầu tiên phát sóng vào năm 2006 và 2007 trong phim Oguri Shun thủ vai Kudo Shinichi và Kurokawa Tomoka vai Mori Ran. Phim đặc biệt thứ ba và thứ tư được ra mắt vào năm 2011 và 2012 với Mizobata Junpei vai Shinichi và Ran do Kutsuna Shiori đóng. Bảng phân vai này được sử dụng cho tập đặc biệt truyền hình phát sóng từ 7 tháng 7 năm 2011 đến 29 tháng 9 năm 2011.

### Tin liên quan
Trong lễ kỉ niệm 50 của Weekly Shōnen Sunday và Weekly Shōnen Magazine, hai công ty đã hợp tác xuất bản tạp chí mười hai tuần một lần gồm các chương truyện của Thám tử lừng danh Conan của Weekly Shōnen Sunday và Thám tử Kindaichi của Weekly Shōnen Magazine. Tạp chí bắt đầu hoạt động từ 10 tháng 4 năm 2008 đến 25 tháng 9 năm 2008.
Shogakukan cũng sản xuất nhiều quyển sách được chuyển thể từ series. Năm mươi tập truyện dài được phát hành ở Nhật Bản từ tháng 6 năm 1996 đến tháng 8 năm 2000, bao gồm 143 tập anime đầu tiên, dù nhiều tập được lược bỏ. Năm truyện thêm mang tên 5 Juuyou Shorui (5重要書類, lit. 5 Important Documents) được xuất bản từ tháng 7 năm 2001 đến tháng 1 năm 2002 và gồm các tập chọn lọc từ tập 162–219. Mười ba sách chỉ dẫn chính thức được xuất bản từ tháng 6 năm 1997 đến tháng 4 năm 2009. Shogakukan cũng xuất bản các tiểu thuyết, sách về tiêu hoá, sách giáo dục, và sách đố vui.

## Bối cảnh lịch sử
Conan bắt đầu xuất bản trong "Thập kỷ đã mất", đó là thời kỳ suy thoái kinh tế kéo dài ở Nhật Bản trong những năm 1990 sau khi bong bóng kinh tế của những năm 1980 tan vỡ. Trong thời kỳ này, Nhật Bản cũng chứng kiến sự gia tăng tội phạm bạo lực do thanh thiếu niên gây ra, đây là một nguyên nhân ngày càng gây lo ngại. Sự hỗn loạn về chính trị và văn hóa trong thời kỳ này đã góp phần khiến Conan trở nên phổ biến rộng rãi ở Nhật ban, nơi khán giả mong muốn thoát khỏi những cuộc khủng hoảng này. Trò lố "thám tử nhí" đã hồi sinh trong thập kỷ này và vẫn còn phổ biến kể từ đó. Truyện Conan thường được đọc như một cái nhìn lạc quan về khả năng cải thiện xã hội của trẻ em và khơi dậy niềm hy vọng cho tương lai. Các thám tử trưởng thành và cảnh sát trong Conan tỏ ra kém cỏi trong việc phá án và cuối cùng chính Conan và Câu lạc bộ thám tử nhí mới là những người giải quyết các vụ án và truyền cảm hứng cho khán giả nhí làm điều tương tự. Điều này có thể ảnh hưởng đến nhận thức của trẻ em và thanh niên về cảnh sát và các cơ quan chức năng khác. Nó cũng có thể tạo ra một cái nhìn tích cực về công lý cảnh giác và tình cảm chống cảnh sát ở trẻ em có thể làm suy yếu các nhân vật có thẩm quyền.
Conan có ảnh hưởng rõ ràng từ văn hóa phương Tây và phương Đông, và nó cố gắng hợp nhất hai nền văn hóa này và thể hiện một Nhật Bản hiện đại hóa. Thiết kế của các nhân vật trong Conan được lấy cảm hứng từ phong cách phương Tây, chẳng hạn như bộ quần áo của Conan và Mori hoặc kiểu tóc của Ran, trong khi hình nền thể hiện phong cảnh Nhật Bản hiện đại, đô thị hóa. Đồng thời, các nhân vật cũng tham gia vào các phong tục truyền thống của Nhật Bản như dùng đũa khi ăn hay cách chào hỏi truyền thống khi nhân vật trở về nhà. Những thực hành này chứng minh cho khán giả thấy rằng hiện đại và truyền thống có thể hoạt động cùng nhau.
Conan sử dụng nhạc pop Nhật Bản (J-pop) trong các bài hát mở đầu và kết thúc. Trước giữa những năm 1990, nhạc anime được coi là thể loại riêng và tách biệt với J-pop. Conan là một trong những bộ anime đầu tiên đưa J-pop vào làm nhạc phim. Kết quả là ngày nay J-pop được sử dụng phổ biến hơn nhiều trong anime và các nghệ sĩ J-pop thường sử dụng anime làm nền tảng quảng cáo cho tác phẩm của họ.
Conan thường lấy các địa danh của Nhật Bản làm bối cảnh cho nhiều tập phim xuyên suốt bộ phim. Các nhân vật đến thăm các ngôi đền tôn giáo, bãi biển, dãy núi và nhiều địa điểm có thật và hư cấu khác ở Nhật Bản để thể hiện vẻ đẹp tự nhiên và các địa danh lịch sử của đất nước. Các tập phim của Conan cũng bao gồm các yếu tố văn hóa dân gian Nhật Bản như Tengu và Shinigami, cũng như những nhân vật phổ biến hơn trên toàn cầu như người ngoài hành tinh và ma cà rồng. Tuy nhiên, sự tồn tại của những sinh vật này luôn bị vạch trần như một phần trong kế hoạch của tên tội phạm trong một vụ án.

## Đón nhận

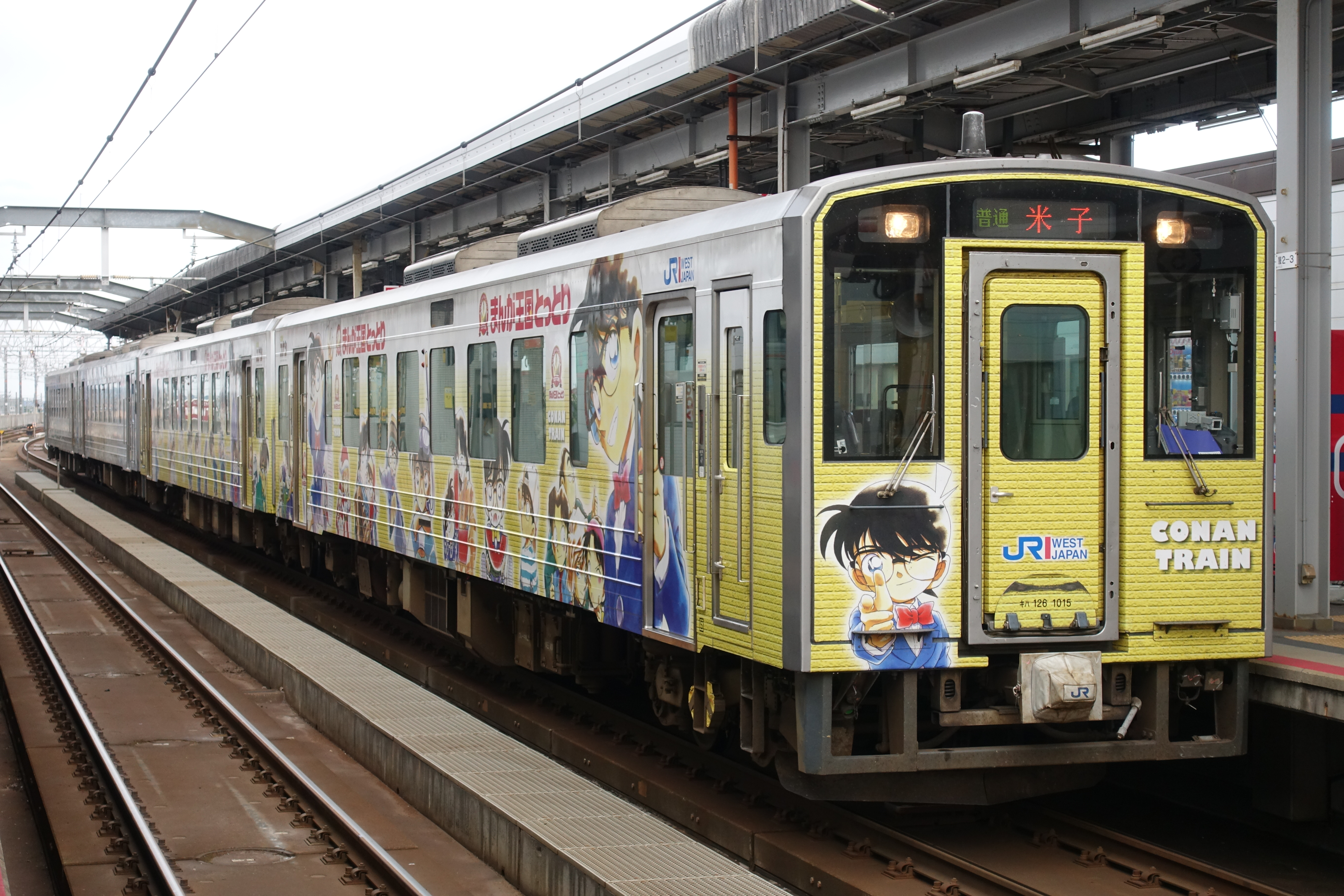
Một đoàn tàu có hình nhân vật chính Conan.

Tính tới năm 2013, truyện Thám tử lừng danh Conan bán được hơn 250 triệu bản in trên thị trường toàn cầu đánh dấu là series manga bán chạy nhất thứ 15 . Ở Nhật Bản, các tập riêng lẻ thường xuất hiện trên danh sách các manga bán chạy nhất.
Đây là bộ truyện bán chạy nhất thứ 19 vào năm 2011 với 2,120,091 bản . Tạp chí Nikkei Entertainment đã liệt kê tác giả bộ truyện vào top 50 người đứng đầu sáng tạo manga được bán từ tháng 1 năm 2010 cho đến số ra tháng 9 năm 2011; Aoyama Gosho, tác giả Thám tử lừng danh Conan xếp hạng thứ 16 với 3,320,000 bản bán ra. Vào năm 2012 là manga thứ 17 bán chạy nhất với 2,430,572 bản . Năm 2013 trở thành manga bán chạy nhất thứ 24 với triệu bản được bán ra . Tác phẩm nhận được Giải Manga Shogakukan lần thứ 46 cho hạng mục shōnen
vào năm 2001  và trong cuộc thăm dò trực tiếp đối với công dân Nhật Bản ở giữa độ tuổi hai mươi thì mọi người bình chọn Thám tử lừng danh Conan là một trong ba manga mà mọi người muốn được tiếp tục xuất bản . Tập đầu tiên bộ truyện từng ba lần xuất hiện trong danh sách top 10 bán chạy ngay sau khi ra mắt . Tập này cũng từng xuất hiện trên danh sách xếp hạng của Diamond Comic Distributors. Các tập xuất bản sau cũng từng xuất hiện trên Danh sách manga nhiều người mua nhất trên New York Times . Ở Pháp, series từng được đề cử cho giải truyện tranh trong Liên hoan Angoulême .
Phiên bản hoạt hình chuyển thể từ series cũng khá thành công ở Nhật Bản, hiện nằm trong top 6 xếp hạng truyền hình Nhật Bản mọi thời đại . Theo một cuộc bình chọn do tạp chí Animage tổ chức từ năm 1996 đến năm 2001 phim nằm top 20 còn theo một cuộc bình chọn do mạng lưới truyền hình TV Asahi tổ chức vào năm 2005 - 2006 thì phim nằm ở vị trí thứ 23 trong top 100 anime.